# Origem de coordenadas

Origem de um sistema bidimensional de coordenadas cartesianas.

A origem de coordenadas é o ponto de referência de um sistema de coordenadas. Neste ponto, o valor de todas as coordenadas do sistema é nulo. Entretanto, em alguns sistemas de coordenadas não é necessário estabelecer como nulas todas as coordenadas. Por exemplo, em um sistema de coordenadas esféricas é suficiente estabelecer-se o raio nulo ({\displaystyle \rho =0}), sendo indiferentes os valores de latitude e longitude.
Em um sistema de coordenadas cartesianas, a origem é o ponto em que os eixos do sistema se cruzam.